# Мадарипур-Садар
Мадарипур-Садар (бенг. মাদারীপুর সদর, англ. Madaripur Sadar) — подокруг в центральной части Бангладеш в составе округа Мадарипур. Образован в 1964 году. Административный центр — город Мадарипур. Площадь подокруга — 313,81 км². По данным переписи 1991 года численность населения подокруга составляла 307 822 человека. Плотность населения равнялась 981 чел. на 1 км². Уровень грамотности населения составлял 38 %. Религиозный состав: мусульмане — 90,65 %, индуисты — 8,64 %, прочие — 0,71 %.